# Покровский (Кировская область)
Покровский — упразднённый в 2016 году починок в Уржумском районе Кировской области России. Входил в состав Буйского сельского поселения.

## География
Починок находится в юго-восточной части области, в зоне хвойно-широколиственных лесов, на расстоянии приблизительно 16 километров (по прямой) к западу-северо-западу (WNW) от города Уржума, административного центра района.
Абсолютная высота — 131 метр над уровнем моря.

## Климат
Климат характеризуется как континентальный, умеренно холодный. Среднегодовая температура — 1,9 °C. Средняя температура воздуха самого холодного месяца (января) составляет −12,5 °C (абсолютный минимум — −45 °С); самого тёплого месяца (июля) — 18,5 °C (абсолютный максимум — 36 °С). Безморозный период длится в течение 126—131 день. Годовое количество атмосферных осадков — 496—545 мм, из которых 245—275 мм выпадает в период с мая по сентябрь. Снежный покров держится в течение 150 дней.

## История
Снят с учёта 29.02.2016.

## Население
| 2010 |
| ---- |
| 0    |

## Инфраструктура
Личное подсобное хозяйство.

## Транспорт
Просёлочная дорога.